# Inolvidable (canción de Reik)
Inolvidable es el primer sencillo del tercer álbum de estudio Un día más interpretada por la agrupación mexicana de pop Reik. Fue lanzada a mediados del mes de julio del año 2008 por la discográfica Sony BMG Norte.

## Vídeo musical
Fue lanzado al canal de YouTube del grupo el día 3 de octubre del 2009, teniendo en ese entonces más de 4 millones de descargas digitales y 2 millones de vistas en su videoclip. Tiene actualmente más de 170, 378, 842 millones de vistas y 508 mil me gusta.

## Posicionamiento en listas
| Listas (2022)                   | Mejor posición |
| ------------------------------- | -------------- |
| México (México Airplay)         | 30             |
| México (México Español Airplay) | 19             |
| México (Monitor Latino)         | 1              |
| México Pop (Monitor Latino)     | 1              |
| Estados Unidos (Latin Airplay)  | 3              |
| Estados Unidos (Pop AirPlay)    | 2              |

## Historial de lanzamiento
| Región | Fecha               | Formato                     | Discográfica                            | Ref.  |
| ------ | ------------------- | --------------------------- | --------------------------------------- | ----- |
| Varios | 14 de julio de 2008 | Descarga digital, Streaming | Universal Music, Universal Music México | [ 8 ] |